# 瑞丽荚蒾
瑞丽荚蒾（学名：Viburnum shweliense）为五福花科荚蒾属的植物，为中国的特有植物。分布于中国大陆的云南等地，生长于海拔3,000米至3,300米的地区，多生长于灌丛中，目前尚未由人工引种栽培。